# Bertrand Alibert
Bertrand Alibert (* 27. Oktober 1775 in Villeneuve-d'Agen, Département Lot-et-Garonne; † 1. Oktober 1808 in Moulins, Département Allier) war ein französischer Ingenieur.

## Leben
Ausgebildet wurde Alibert an der École polytechnique in Paris und an der École nationale des ponts et chaussees.
1798 wurde Alibert Mitglied der Commission des sciences et des arts, die Napoleon Bonaparte auf dessen ägyptischen Feldzug begleitete. Auch war er an Entstehung und Veröffentlichung der Description de l’Égypte beteiligt.
Im Winter 1801/02 kehrte Alibert wieder nach Frankreich zurück und ließ sich für einige Jahre in Paris nieder. Die letzten Jahre seines Lebens verbrachte er in Moulins. Er starb kurz vor seinem 33. Geburtstag und fand dort auch seine letzte Ruhestätte.